# Jože Boldan
Jože Boldan, partizansko ime Silni, slovenski partizanski komandant, politik in narodni heroj, * 30. januar 1915, Višnje, Ivančna Gorica, † 8. januar 1994, Ljubljana; pokopan je v Kočevju.

## Življenje in delo
Izučil se je za mesarja. Po kapitulaciji Kraljevine Jugoslavije se je zaposlil v kočevskem premogovniku, kjer se je povezal z narodnoosvobodilnim gibanjem. Član Komunistične partije Slovenije je postal 1942. Po aretaciji in pobegu je 4. aprila 1942 vstopil v NOV in POS  in se vključil v Zapadnodolenjski odred, v katerem se je odlikoval kot mitraljezec. Junija 1942 je šel v Proletarski bataljon Toneta Tomšiča, julija pa v Tomšičevo brigado. Kot pripadnik Tomšičeve brigade je bil eden izmed odposlancev, ki so se udeležili Zbora odposlancev slovenskega naroda v Kočevju. Nato je postal komandant bataljona, odšel s 14. divizijo na Štajersko, junija 1944 pa postal komandant  
Šercerjeve brigade. Večkrat je bil ranjen; po okrevanu je odšel v Beograd v gardno enoto. Končal je artilerijsko šolo v Zagrebu in Vojno šolo JLA. V Jugoslovanski ljudski armadi je dosegel čin polkovnika. O njegovem življenju v gardni enoti je izšel zapis.

## Odlikovanja
- red narodnega heroja